# 北安観光タクシー
北安観光タクシー株式会社（ほくあんかんこうタクシー）は、長野県北安曇郡池田町と隣接自治体の松川村、大町市、安曇野市明科、東筑摩郡生坂村を営業区域としたタクシー会社。
2020年4月1日より安曇観光タクシーに移管され、同社の池田営業所となった。

## 社主
- 相沢勝彦

## 北安曇観光タクシー時代の営業エリア
池田町、松川村、大町市、安曇野市明科、生坂村

## 受託運行
- 池田町営バス
- 生坂村営バス

## 改革
- 2020年4月1日 - 安曇観光タクシーに移管される